# تشال أنجير (سبيدار)
تشال أنجیر (بالفارسية: چال انجیر) هي قرية تقع في إيران في قسم سبیدار الريفي.